# Miguel Gil Moreno
Miguel Gil Moreno de Mora (Barcelona, 21 juni 1967 - Sierra Leone, 24 mei 2000), was een Spaanse cameraman en oorlogscorrespondent. Met zijn werk won hij enkele journalistieke prijzen. In 1998 won hij de Rory Peckprijs en in 2000 werd hij door de Britse Royal Television Society voor zijn werk in Servië uitgeroepen tot cameraman van het jaar 1999. 
Gil Moreno de Mora werd geboren als tweede van vier zoons. Hij studeerde rechten aan de Universiteit van Barcelona en specialiseerde zich in het vennootschapsrecht. In de jaren negentig beëindigde hij echter zijn werkzaamheden in de advocatuur, om zijn leven een andere wending te geven. Hij vertrok op de motor naar Bosnië en versloeg de Bosnische Oorlog voor de krant El Mundo en de radio-omroep Cadena SER. In 1995 trad hij in dienst bij Associated Press.
In 1999 was Gil Moreno de Mora een van de weinige westerse journalisten die vanuit Kosovo verslag deden van de oorlog. Naar eigen zeggen beleefde hij de gevaarlijkste momenten uit zijn carrière in Grozny. Ook daar was hij als een van de weinige westerse journalisten aanwezig tijdens gevechten.
Gil Moreno de Mora en zijn collega Kurt Schork overleden op 24 mei 2000, tijdens een gevecht in Sierra Leone. Zijn vrienden en nabestaanden riepen een Internationale Miguel Gil Moreno prijs in het leven, die sinds 2002 wordt uitgereikt aan journalisten in conflictgebieden.